# Aptesis alpineti
Aptesis alpineti är en stekelart som först beskrevs av Per Abraham Roman 1913.  Aptesis alpineti ingår i släktet Aptesis och familjen brokparasitsteklar. Arten är reproducerande i Sverige. Inga underarter finns listade.